# Jean-Marc Marino
Jean-Marc Marino (født 15. august 1983) er en fransk tidligere professionel cykelrytter.